# Drehscheibe Bahnhof Düren

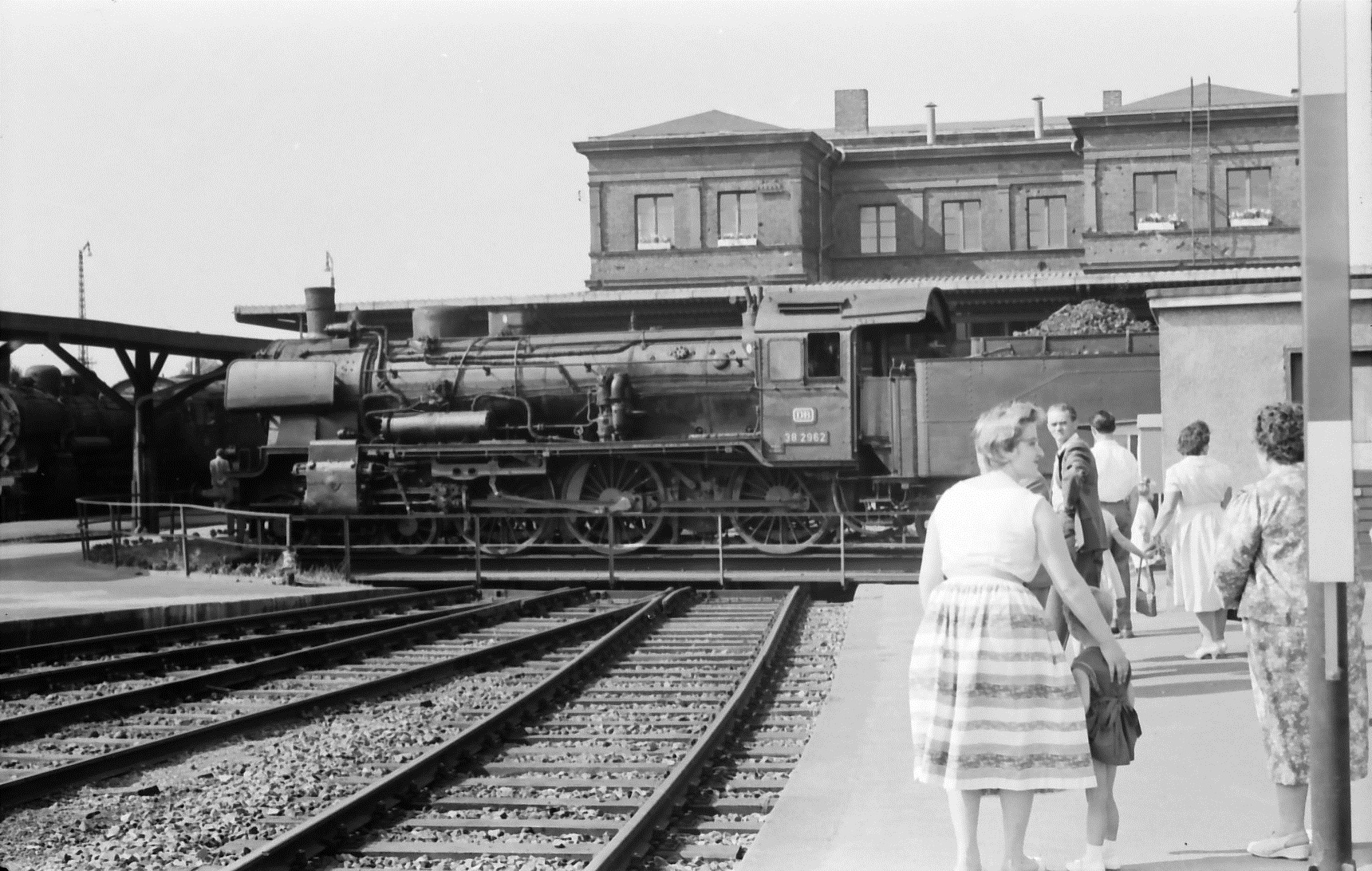
38 2962 auf der Drehscheibe, vermutlich Sommer 1958

Die Drehscheibe am Bahnhof Düren ist ein denkmalgeschützter Bestandteil des Bahnhofs Düren in Nordrhein-Westfalen. Sie steht, wie das ganze Gelände des Bahnhofs, seit 1989 mit der Nr. 1/070 in der Denkmalliste der Stadt Düren unter Denkmalschutz. Die Lage der Drehscheibe am Inselbahnhof ist einzigartig in Deutschland.
Der Dürener Bahnhof war ab 1864 Endbahnhof der Strecke Düren–Euskirchen und ab 1869 auch der Bahnstrecke Düren–Neuss, die beide auf der Ostseite an den Bahnhof angeschlossen waren. Die damaligen Schlepptenderlokomotiven konnten nur vorwärts mit voller Geschwindigkeit fahren und mussten für die Rückfahrten endender Züge gedreht werden, was üblicherweise auf der Drehscheibe eines Bahnbetriebswerks geschah. Um den Zeitverlust durchgehender Züge zwischen Neuss und Euskirchen zu verringern, wurde 1874 gleichzeitig mit dem neuen Empfangsgebäude die Drehscheibe an den Gleisen 17–19 eingeweiht. Seitdem fuhren die Züge auf eines der Bahnsteiggleise 17 und 19 ein. Die Lokomotive wurde abgekuppelt und fuhr auf das Signal „Sh 1“ des Drehscheibenwärters langsam auf das 16 Meter lange Gleisstück der Drehscheibe. Dann wurde die Lokomotive um ca. 180 Grad gedreht. Erst erfolgte dies durch eine Handkurbel und später elektrisch. Die Lok fuhr dann über Gleis 18 an den Waggons vorbei und fuhr über Weichen hinter dem Bahnsteigende wieder vor den Zug auf Gleis 17 oder 19.
Am 7. Februar 1922 versagten kältebedingt an einem Personenzug die Druckluftbremsen. Die Lokomotive rollte über die Drehscheibe hinaus und kam erst im Bahnhofsgebäude zum Stehen. Bei dem Unfall kamen vier Menschen im Zug ums Leben, sechs weitere wurden schwer verletzt.
Nachdem 1983 die Strecke nach Euskirchen und 1995 die Strecke nach Neuss stillgelegt worden waren, wurde die Drehscheibe nicht mehr genutzt. Im Jahr 2000 wurden die Gleise zur Drehscheibe abgebaut, in den Folgejahren verfiel die Drehscheibe. Die Deutsche Bahn war der Auffassung, dass der Denkmalschutz sich nur auf das Empfangsgebäude des Bahnhofs beziehe und unternahm trotz Bitten der Unteren Denkmalschutzbehörde nichts zum Erhalt der Drehscheibe. Erst im Januar 2013 erkannte die Deutsche Bahn deren Denkmalstatus an und begründete ihre bisherige Haltung mit Fehlinformationen aufgrund von durch Umstrukturierungsmaßnahmen im Konzern wechselnden Zuständigkeiten. Zugleich erteilte sie ehrenamtlichen Mitarbeitern des Stadtmuseums Düren die Erlaubnis für eine Restaurierung. Materialspenden von Dürener Firmen und Institutionen sowie der Deutschen Bahn, darunter Schwellen, Schotter und ein Schutzhaltsignal, machten die notwendigen Renovierungen möglich.

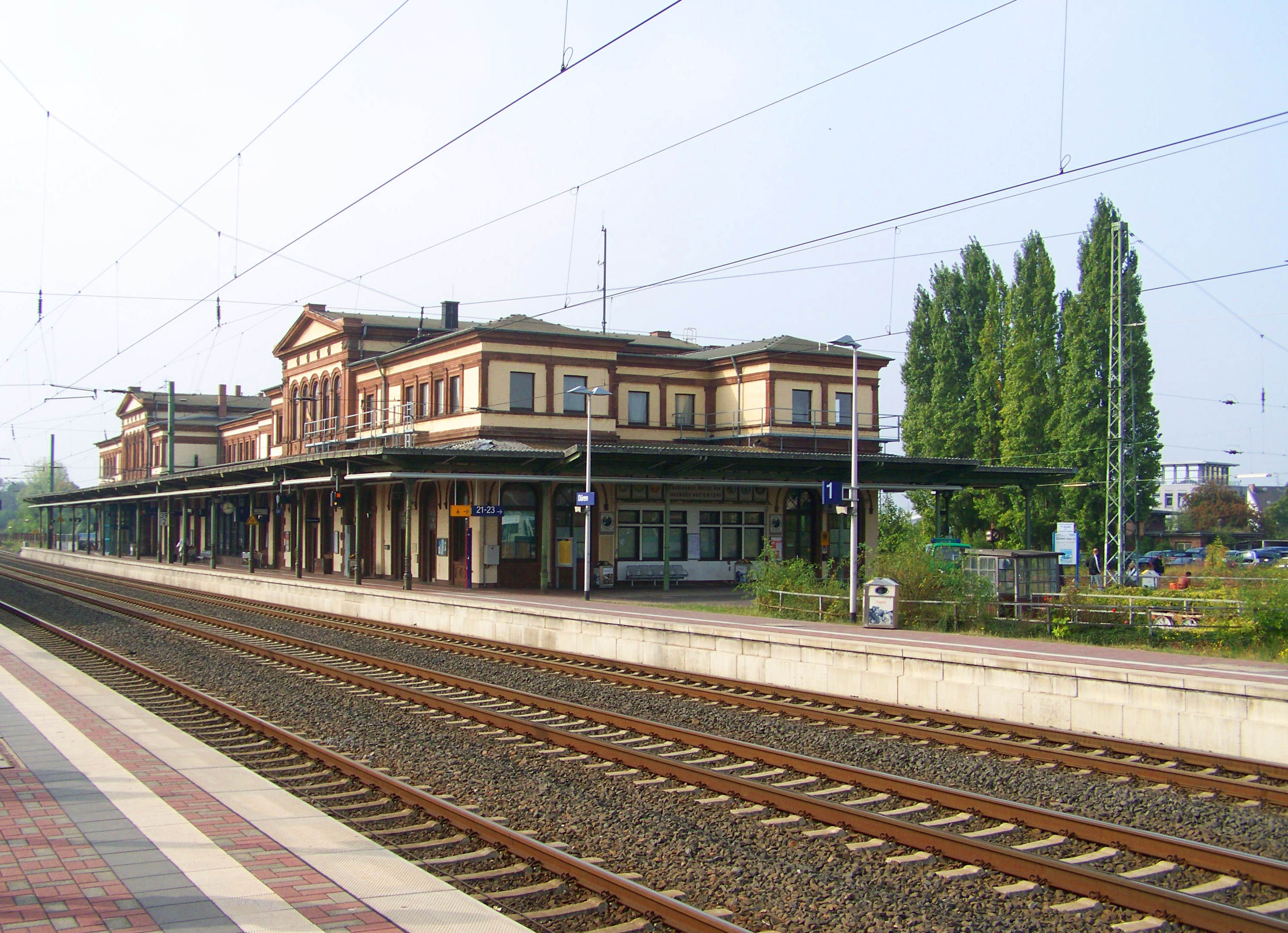
Nordseite des Empfangsgebäudes mit ungenutzter Drehscheibe im Jahr 2009
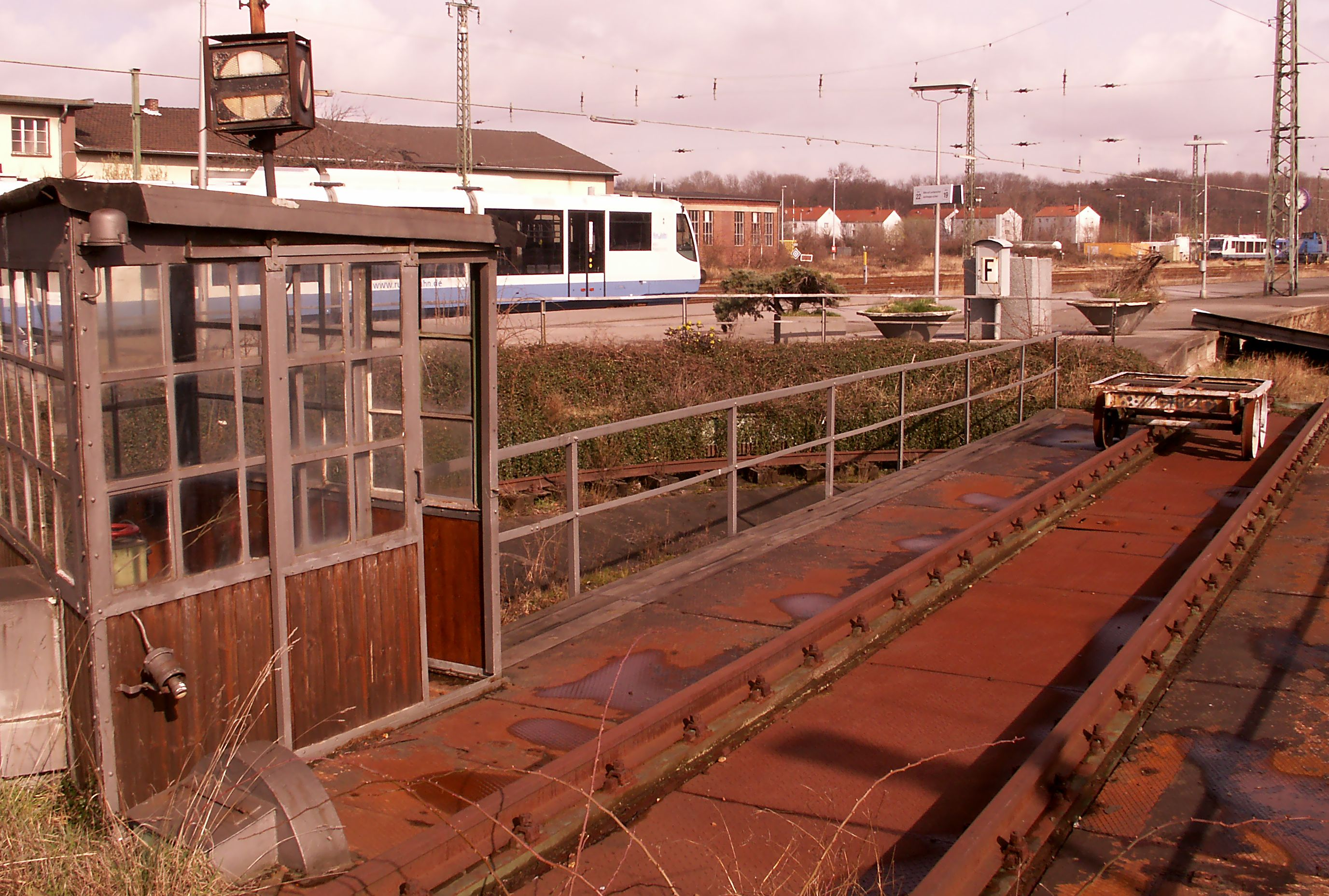
Drehscheibenbrücke und Wärterhäuschen mit Schutzsignal im März 2007
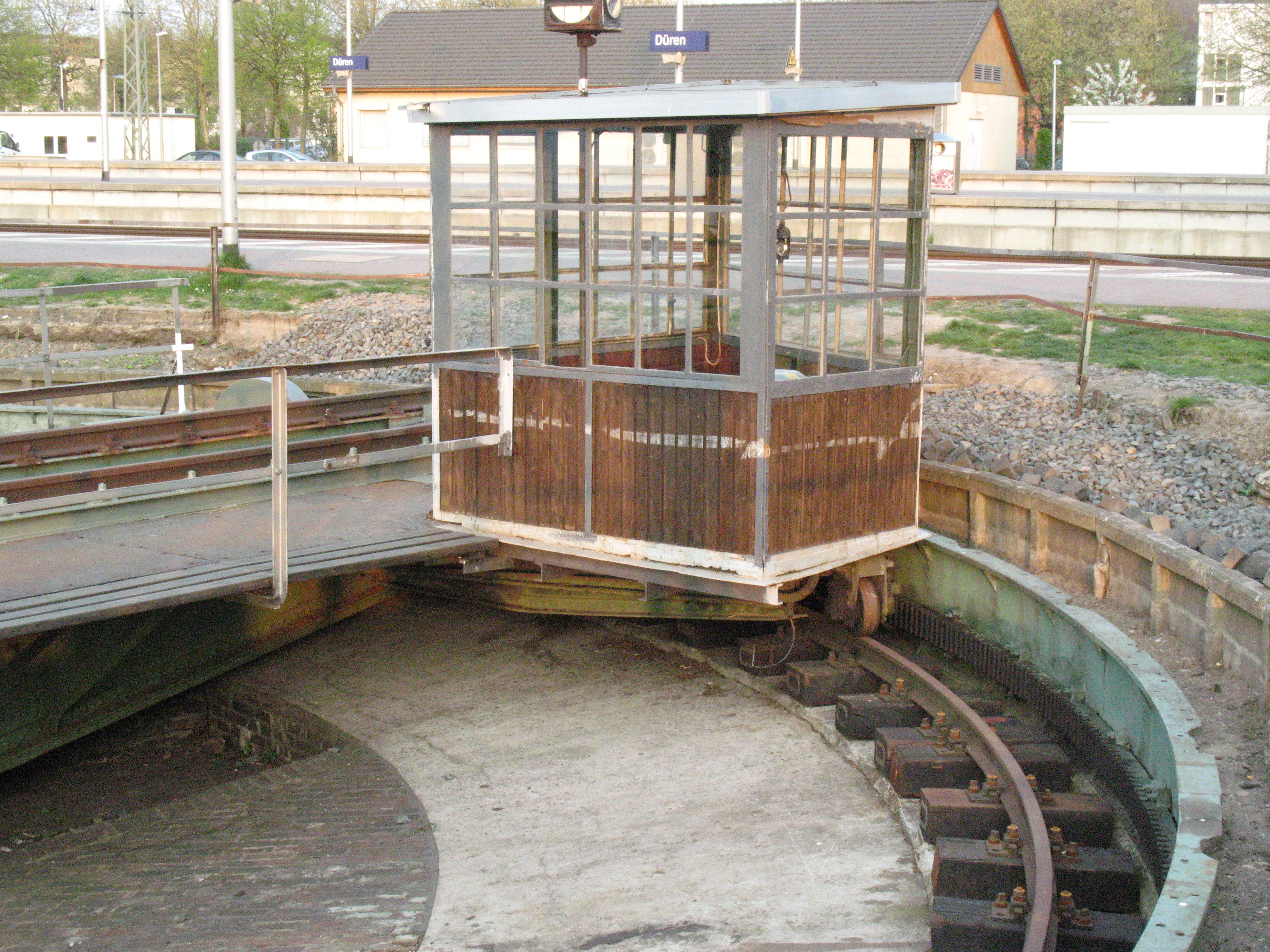
Wärterhäuschen und Drehscheibengrube während der Restaurierung im April 2015
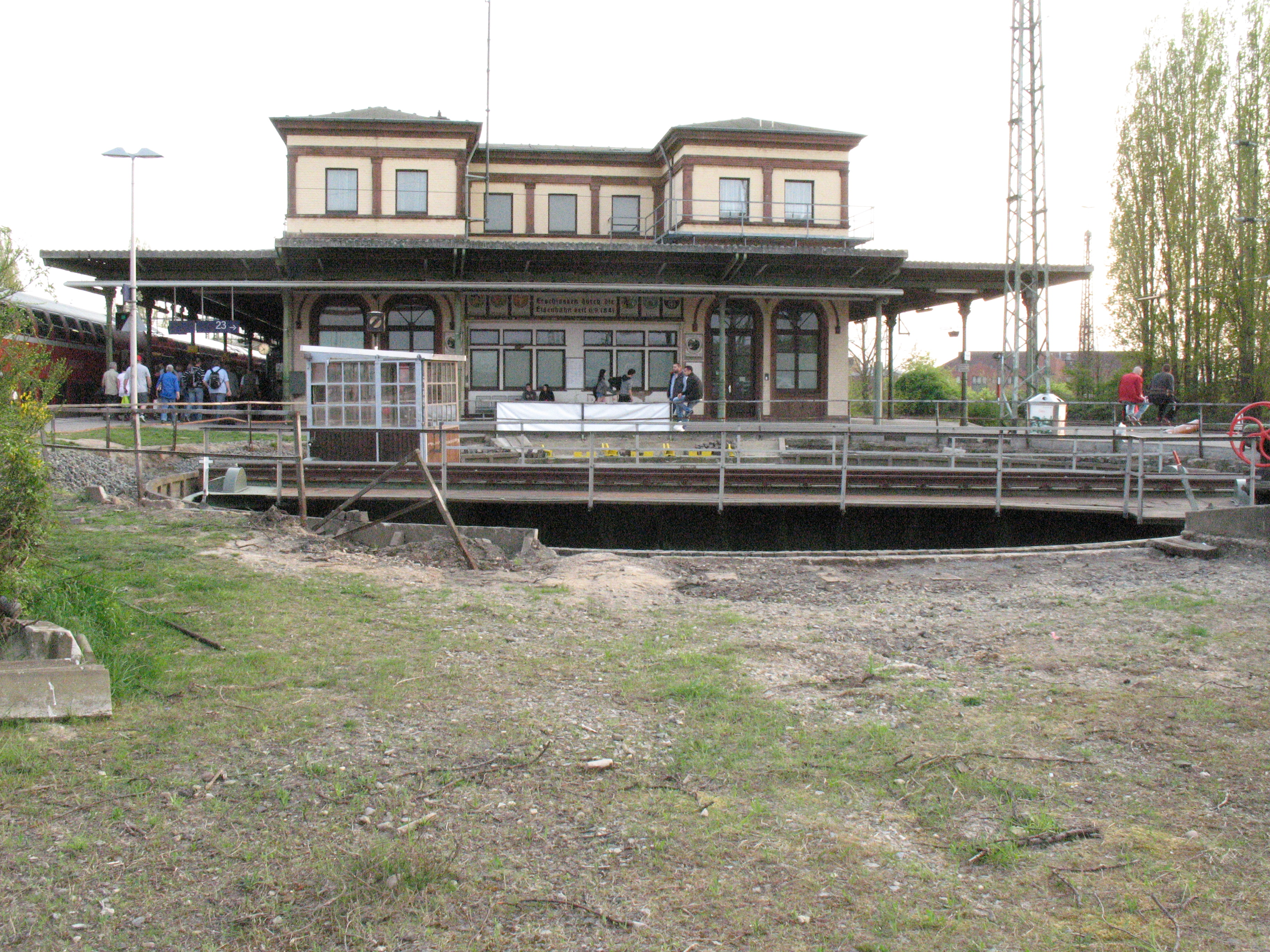
Drehscheibe während der Restaurierung im April 2015
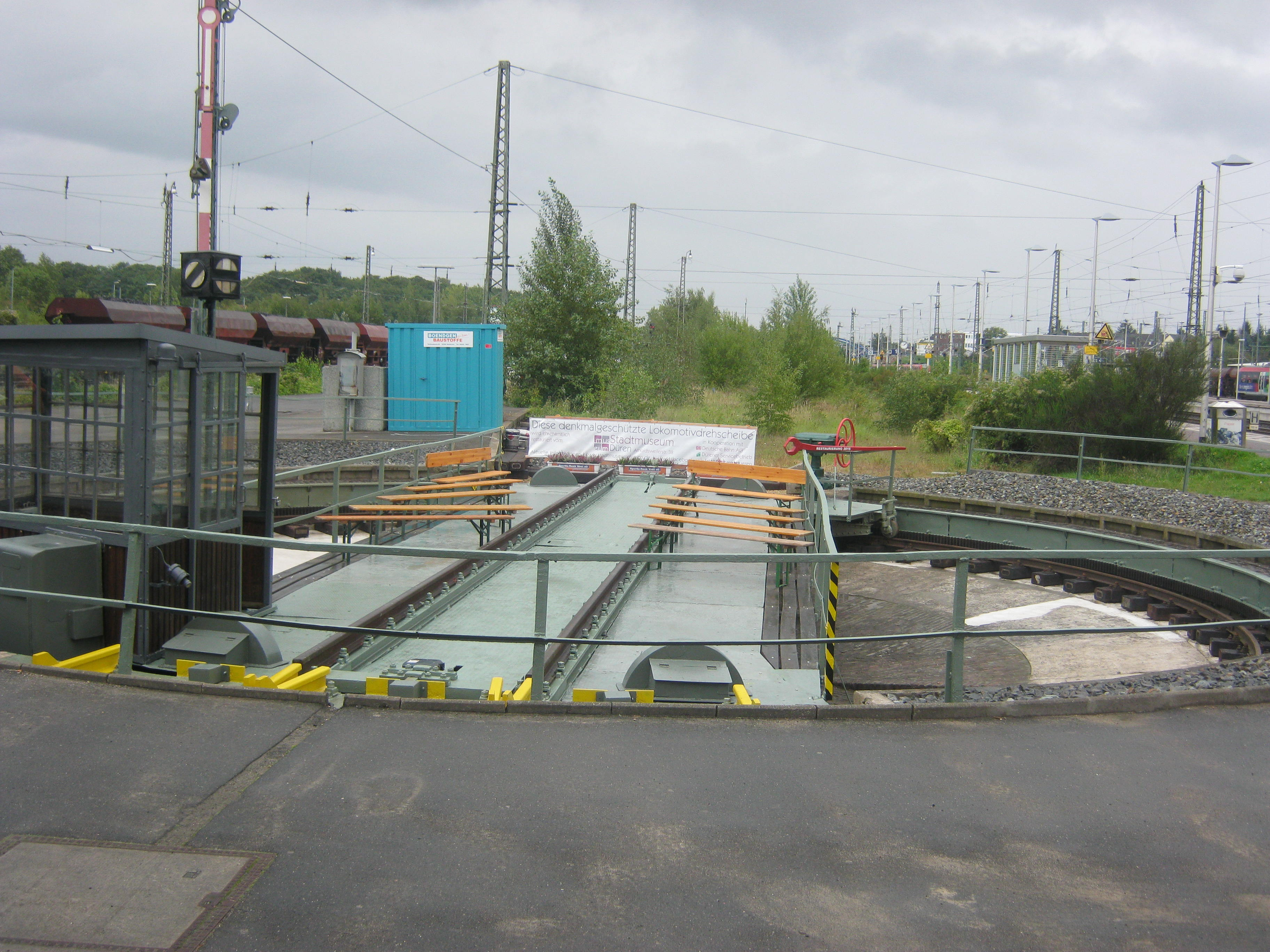
Restaurierte Drehscheibe am Tag des offenen Denkmals 2015

Am Tag des offenen Denkmals am 13. September 2015 waren die Arbeiten größtenteils abgeschlossen. Das ehrenamtliche Engagement würdigte man mit dem Ehrenamtspreis für soziales Engagement im Kreis Düren im Jahr 2017.